# ۲۴ اکتبر
۲۴ اکتبر دویست و نود و هفتمین (در سال‌های کبیسه دویست و نود و هشتمین) روز سال در گاه‌شماری میلادی است. ۶۸ روز تا پایان سال باقی‌است.

## رویدادها
- ۱۶۴۸ - انعقاد پیمان وستفالی و پایان جنگ سی‌ساله
- ۱۸۱۳ - امضای عهدنامه گلستان میان ایران و روسیه تزاری
- ۱۹۰۱ - آنی ادسون تیلور، نخستین کسی بود که با بشکه، موفق به گذر از آبشار نیاگارا شد.
- ۱۹۲۹ - رکود بزرگ، آغاز سقوط بازار سهام وال‌استریت
- ۱۹۳۱ - پل جرج واشینگتن، بر روی عموم، بازگشایی شد.
- ۱۹۴۵ - سازمان ملل متحد تأسیس شد.
- ۱۹۶۰ - فاجعه ندلین، به وقوع پیوست: موشک بالیستیک آر ۱۶، در پایگاه فضایی بایکونور بر روی سکوی پرتاب منفجر شد و ۱۰۰ نفر را از جمله سپهبد میتروفان ندلین را کشت.
- ۱۹۶۴ - رودزیای جنوبی از انگلستان اعلام استقلال کرد و نام خود را به زامبیا تغییر داد.
- ۱۹۸۶ - نزار الهنداوی، به جرم اقدام برای بمب‌گذاری در پرواز شرکت هواپیمایی ال عال در فرودگاه هیترو لندن، به طولانی‌ترین دوران محکومیت در تاریخ قضایی انگلستان، یعنی ۴۵ سال حبس، محکوم شد.
- ۲۰۰۳ - هواپیمای کنکورد، آخرین پرواز تجاری خود را انجام داد.

## زادروزها
- ۱۹۳۲ - پیر-ژیل دو ژن، فیزیک‌دان فرانسوی و برنده جایزه نوبل فیزیک
- ۱۹۶۰ - یواخیم وینکلهوک، رانندهٔ مسابقات اتومبیل‌رانی اهل آلمان

## درگذشت‌ها
- ۱۹۴۴ - لوئی رنو، صنعت‌گر فرانسوی و از بنیان‌گذاران شرکت خودروسازی رنو
- ۱۹۵۲ - ابوالفضل قرایف، پزشک و سیاستمدار اهل جمهوری آذربایجان (ز. ۱۸۸۵)
- ۲۰۰۶ - ویلیام مونتگومری وات، پروفسور رشته زبان عربی و مطالعات اسلامی در دانشگاه ادینبرو
- ۲۰۲۱ - فاطمه العشبی، شاعر یمنی.[۱]

## مناسبت‌ها
- روز جهانی سازمان ملل متحد
- روز جهانی توسعه اطلاعات